# Quartz fumé
Le quartz fumé (anciennement (XVIIIe siècle) enfumé) est une variété de quartz qui doit sa teinte à une irradiation naturelle (ou artificielle) d'impuretés d'aluminium (sous forme d'aluminosilicates) par des minéraux radioactifs (uranium, thorium), phénomène qui s'exagère dans le quartz morion. La couleur du quartz fumé peut varier du brun au noir. Ce changement de teinte variant selon sa durée d'exposition au rayonnement dû au granite environnant, il livre des indices sur la vitesse de surrection du terrain dans lequel on le trouve. En effet, dans des environnements géologiques normaux, ce processus qui a lieu plusieurs millions d'années après la cristallisation du magma granitique, ne peut se produire qu'à des températures inférieures à 50 °C (au-dessus de cette température, le taux de formation des centres colorés reste inférieur au taux de destruction).

## Variétés

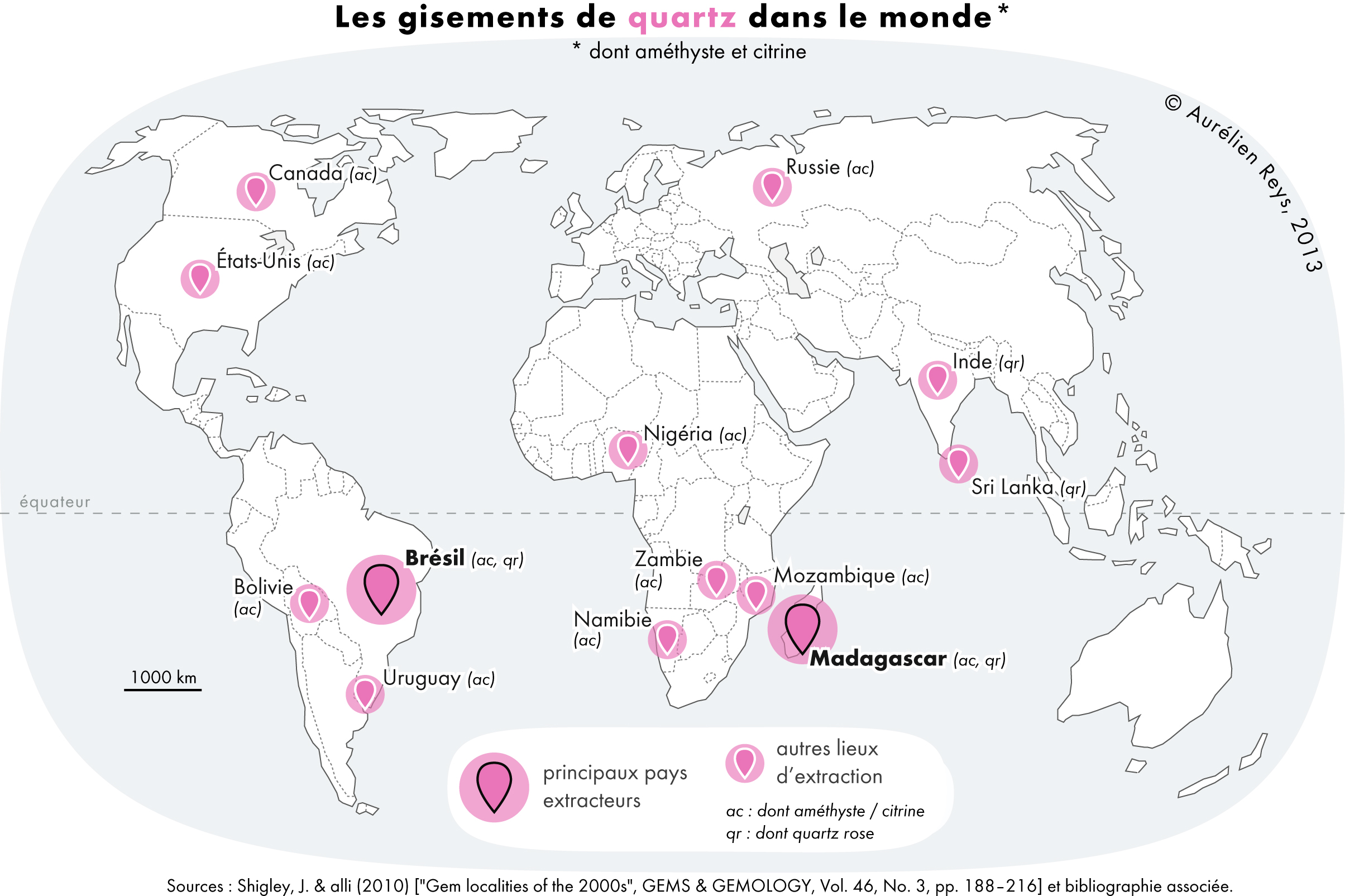
Carte des principaux pays producteurs de quartz dans le monde

- Morion : du brun très foncé à noir opaque, cette variété est connue sous le nom de morion ou quartz noir. De grands cristaux naturels ont été trouvés en France notamment dans la Haute Vienne (Géologie du Limousin).
- Cairngorm : variété de quartz fumé découvert dans les montagnes Cairngorms en Écosse. Il a généralement une couleur jaune-brun fumé, certains spécimens sont gris-brun.

Il est utilisé en Écosse où il est porté en broche et en décoration sur le kilt. Le plus gros spécimen connu est un cristal de 23,6 kg, conservé au Château de Braemar.

## Terminologie en gemmologie
- Diamant d'Alençon ;
- Diamant Allemand ;
- Diamant du Colorado ;
- Topaze fumé,

Ce sont des terminologies frauduleuses qui désignent le quartz fumé de qualité gemme. Ces terminologies sont interdites par le C.I.B.J.O (World Jewellery Confederation).

## Galerie

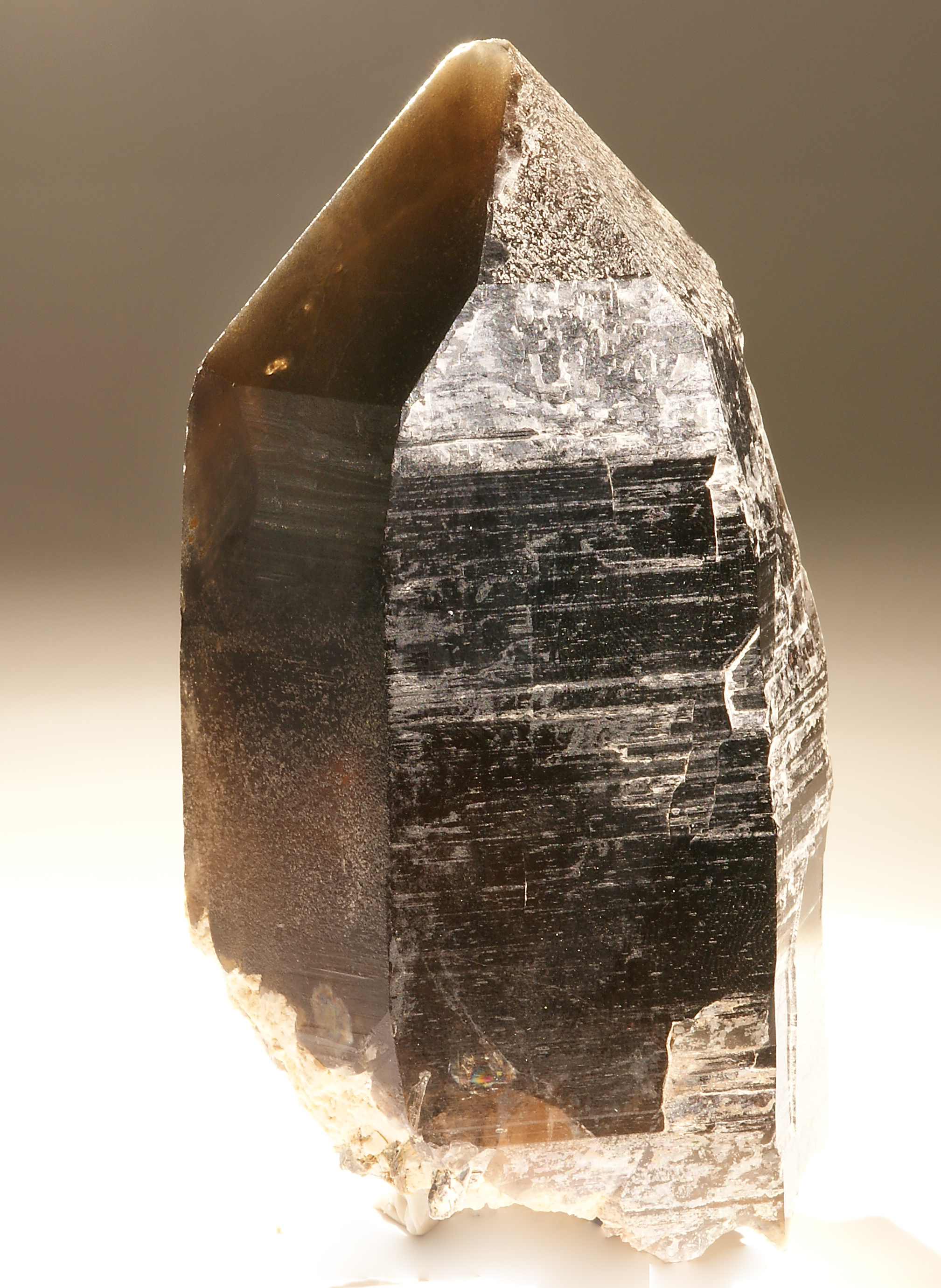
Quartz Morion - Venachat, Monts d’Ambazac Haute-Vienne, France (12,5x7 cm)
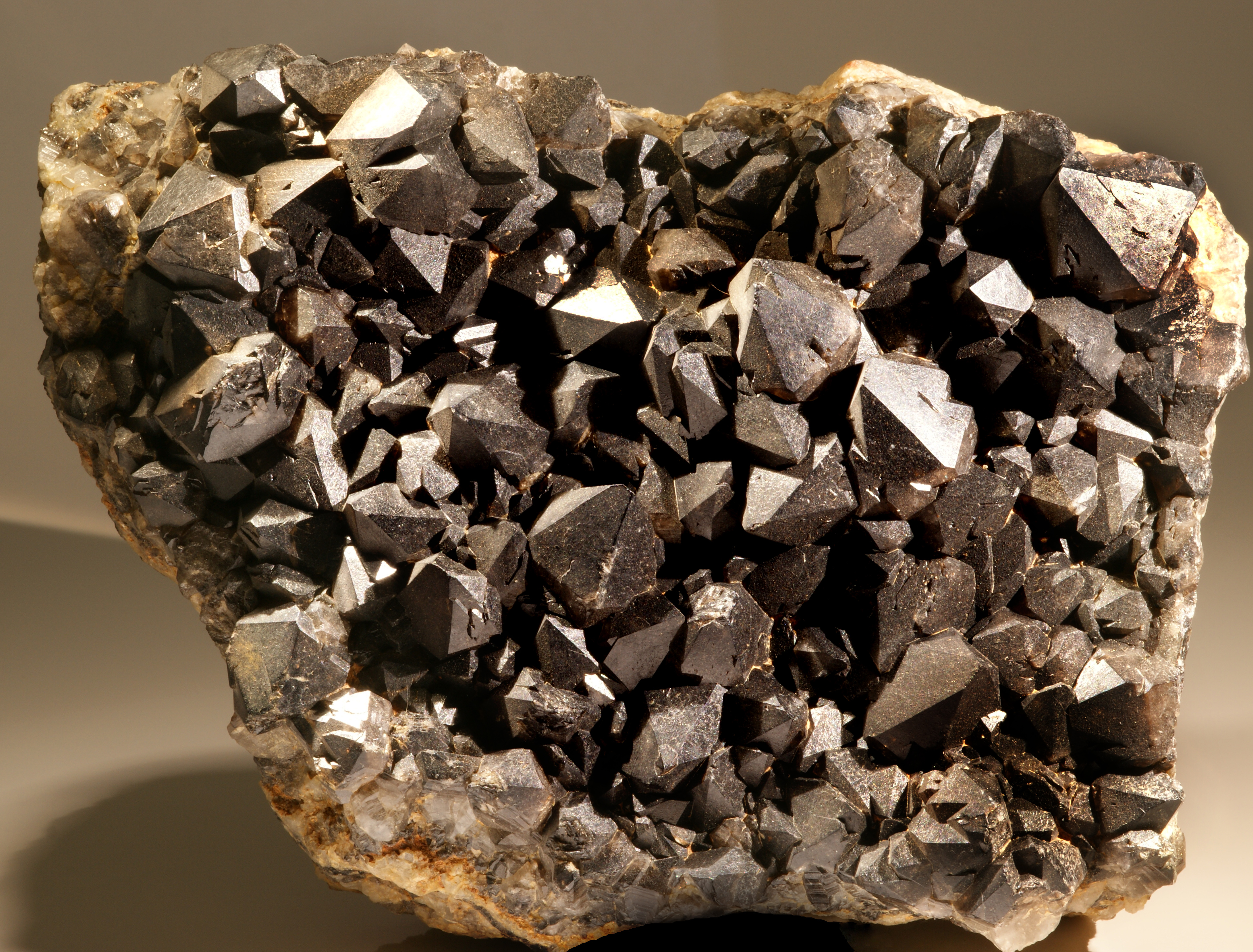
Quartz Morion - Entraygues- Aveyron France (21x18 cm)
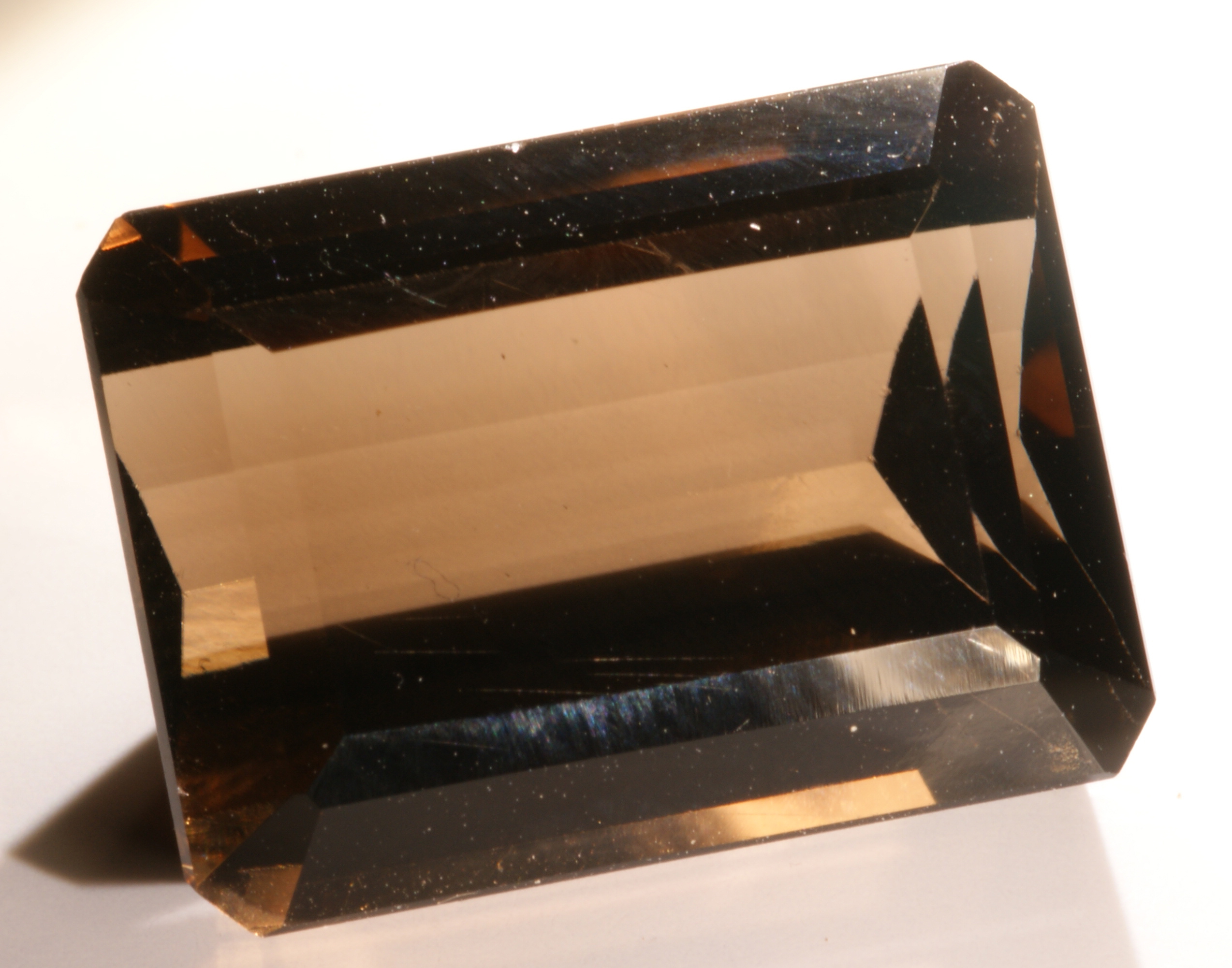
Quartz Fumé taillé - Minas Gerais - Brésil (21x17 mm)